# ویتورچیانو
ویتورچیانو (به ایتالیایی: Vitorchiano) یک کومونه در ایتالیا است که در استان ویتربو واقع شده‌است.

## خصوصیات
ویتورچیانو ۲۹٫۸ کیلومترمربع مساحت و ۳٬۶۹۰ نفر جمعیت دارد و ۲۸۵ متر بالاتر از سطح دریا واقع شده‌است.